# 악뒤엘회
악뒤엘회(ACTUEL會)는 1962년 3월 23일 창립된 서양화 부분의 단체이다.
30대의 전위작가들이 중심이 되어서 전위운동의 집결체를 표방하고 현대미술에서의 한국적인 미학관 내지는 가치관을 설정하며 작품활동과 동시에 사회참여를 한다는 취지로서 출발하였다. 이 그룹은 창립과 동시에 다음과 같은 선언을 내걸었다.  "해진 존엄(尊嚴)들 여기 도열(堵列)한다. 그리하여 이 점은 공간속에 부둥켜 안고 홍소한다. 모두들 그렇게 현명한데 우리는 왜 이렇게 전신이 간지러운가. 살점을 깎아도 명암을 치달아도 돌아오는 마당엔 언제나 빈손이다. 소득이 있다면 그것은 광기다. 결코 새롭지도 않은 이 상태를 수확으로 자위하는 까닭은 그것이 이른바 새로운 가치를 사정(射精)할 수 있는 기본적인 생리이기 때문이다."  1960년대 초반의 젊은 전위화가를 거의 망라했던 이 그룹은 1964년 4월 2회전을 고비로 현대미술가 회의가 새로 발족됨에 따라 거기에 흡수되어 단명으로 끝났다.  창립회원은 김봉태, 김대우, 김창렬, 김종학, 하인두, 전상수, 이양노, 박서보, 정상화, 손찬성, 윤명노, 장성순, 조용익, 나병재이다.